# Palacio de la Luz (Santiago de Chile)
El Palacio de la Luz, también denominado como Edificio de la Luz o Palacio de Electricidad, era un edificio ubicado en la esquina de las calles Ahumada y Compañía en el centro de Santiago de Chile, frente a la Plaza de Armas.

## Historia
El edificio fue diseñado por el arquitecto Jorge Arteaga Isaza y construido por la Compañía de Tracción y Alumbrado de Santiago (CTAS, filial de la Compañía Chilena de Electricidad) para albergar su Departamento Comercial. El edificio fue inaugurado oficialmente el 11 de mayo de 1929, abriendo sus puertas al público dos días después. La estructura poseía tres pisos más un subterráneo y una terraza con balaustradas.
El primer piso albergaba la sala de ventas de la CTAS y una sección de informaciones y pago de cuentas de electricidad. En el segundo piso se encontraban las secciones de Facturas y Consumos, mientras que en el tercer nivel estaba ubicado el Departamento Comercial de la compañía. Existía también un subterráneo en donde se realizaban demostraciones de artefactos eléctricos.

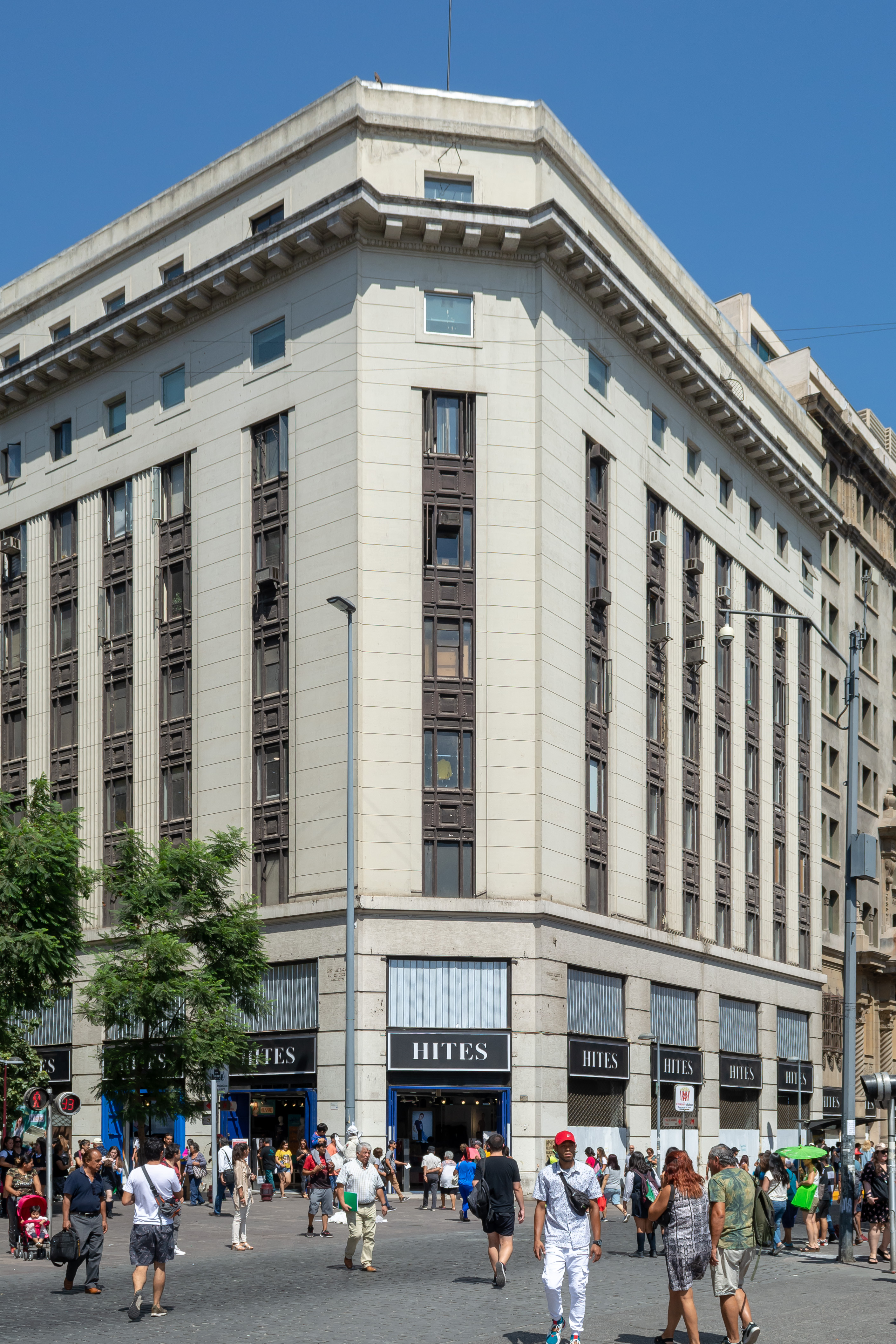
Edificio construido en 1952 que reemplazó al Palacio de la Luz.

Entre los elementos que destacaban en el Palacio de la Luz eran las vidrieras que servían para exhibir los diferentes artefactos eléctricos que la CTAS ponía a la venta, demostrando las virtudes de dicho sistema. El piso era de goma con imitación de mármol, fabricado por Leyland & Birmingham Rubber Company, y el sistema de iluminación era indirecto, de modo que no proyectaba sombras y se obtenía una luz suave e intensa.
La sala de ventas de la CTAS funcionó en el edificio hasta 1934. A partir del 11 de septiembre de 1935 el edificio sería ocupado por la tienda «Los Gobelinos», y el edificio fue demolido en septiembre de 1952, siendo reemplazado por la continuidad de una construcción de estilo art decó inaugurada en diciembre de 1946 por el costado de la calle Ahumada. El nuevo edificio, que continuó siendo ocupado por Los Gobelinos y fue inaugurado en diciembre de 1953, pertenecería al Banco Hipotecario de Chile, y actualmente es ocupado por la tienda departamental Hites.